# Pikmin 2
Pikmin 2 (jap. ピクミン Pikumin 2) ist ein Videospiel aus der gleichnamigen Spieleserie Pikmin des japanischen Herstellers Nintendo. Das Spiel erschien zuerst 2004 weltweit für die Spielkonsole Nintendo GameCube, im Jahre 2009 als leicht veränderte Neuauflage im Zuge der New-Play-Control!-Reihe für Wii und 2023 mit dem Vorgänger Pikmin als Remake für die Nintendo Switch.

## Handlung
Die Handlung knüpft direkt an die Handlung des Vorgängers Pikmin an. Nachdem der Raumfahrer Captain Olimar nach den Ereignissen des ersten Pikmin-Spiels auf seinen Heimatplaneten Hocotate zurückgekehrt ist, wird er vom Chef seines Arbeitgebers Hocotate Freight empfangen. Die Firma steht vor dem finanziellen Ruin, da Louie, ein junger Mitarbeiter, auf einer Mission von einem Weltraumkarnickel überfallen wurde, das seine komplette Ladung goldener Pikpik-Karotten gegessen hat. Auf Befehl seines Chefs kehrt Olimar daraufhin gemeinsam mit Louie zum Pikmin-Planeten PNF-404 zurück, um dort nach wertvollen Schätzen zu suchen und so die Schulden von Hocotate Freight zu begleichen.
Im weiteren Spielverlauf muss zudem der verloren gegangene Louie gerettet werden. Von diesem Zeitpunkt an bekommt Captain Olimar Unterstützung vom Chef von Hocotate Freight, der zusammen mit Captain Olimar erneut zurück zum Pikmin-Planeten fliegt, um nach Louie zu suchen.

## Spielprinzip
Der Spieler steuert einen der beiden Spielfiguren, Captain Olimar oder Louie, durch eine dreidimensionale Umgebung. Mithilfe dieser kann er Pikmin aus der Erde ziehen und diese mit den verschiedenen Aufgaben betreuen, indem er sie an eine gewünschte Stelle wirft oder mit einem einfachen Kommando dorthin dirigiert. Die Pikmin sind kleine Wesen, die wie Karotten aus der Erde wachsen. Sobald Olimar ein Pikmin aus der Erde zieht, folgt es ihm auf Schritt und Tritt und befolgt seine Anweisungen. So können Pikmin Hindernisse aus dem Weg räumen, Brücken ausbauen, Gegner bekämpfen und gefundene Objekte zum Landeplatz tragen. Manche Objekte sind essenziell, um neue Spielareale erschließen zu können. Jede Aufgabe erfordert den Einsatz einer bestimmten Art von Pikmin: Jedes Objekt benötigt jeweils eine unterschiedliche Anzahl an Pikmin, um von diesen getragen werden zu können. Zusätzliche Pikmin erhält man, wenn man die Pikmin die Kadaver besiegter Gegner oder Blütennarben zur Zwiebel bringen lässt. Bei allem gilt, dass sich nie mehr als 100 Pikmin zeitgleich im Spielfeld befinden können. Nach Ablauf eines Tages müssen die Pikmin in ihre fliegenden Behausungen, die so genannten Zwiebeln, zurückgebracht werden, um nicht den nachtaktiven Kreaturen zum Opfer zu fallen.
Es gibt fünf verschiedene Pikmin-Arten: Rote, gelbe, blaue, violette und weiße. Jede Art hat eigene Fähigkeiten, die der Spieler während des Spiels immer wieder einsetzen muss, um weiter zu kommen. Rote Pikmin sind feuerresistent. Gelbe Pikmin sind immun gegen Elektrizität. Blaue Pikmin sind in der Lage durch Wasser zu laufen. Violette Pikmin sind zehnmal so kräftig und schwer wie andersfarbige Pikmin, und durch ihr hohes Gewicht können sie Gegner betäuben, wenn sie auf die Gegner geworfen werden. Allerdings sind sie auch die langsamsten Pikmin und haben die niedrigste Flugkurve bei einem Wurf. Weiße Pikmin sind giftresistent und selbst giftig, so dass sie Gegnern großen Schaden zufügen, wenn diese Pikmin-Art aufgefressen wird. Außerdem können sie vergrabene Schätze aufspüren. Zudem sind sie die schnellste Pikmin-Art.
Während rote, gelbe und blaue Pikmin eine eigene Zwiebel haben und dort gezüchtet werden, können hingegen die violetten und weißen Pikmin nur in den Höhlensystemen gezüchtet werden, indem man irgendein Pikmin in eine weiße bzw. lila Blume wirft.

### Spielwelt
Es gibt mehrere Spielareale, in denen der Spieler mit seinem Raumschiff landen kann. Damit neue Spielareale geöffnet werden können oder die Anführer neue Fähigkeiten (etwa Feuerresistenz oder ein Ortungsgerät für Schätze) erhalten, sind bestimmte Schätze erforderlich. In den einzelnen Spielarealen verteilt sind mehrere jeweils mehrere Höhlen, die wiederum mehrere Ebenen (sogenannte Sublevel) aufweisen. Die Architektur der meisten Höhlen-Ebenen ist dabei bis zu einem gewissen Ausmaß zufallsgeneriert.

### Challenge-Modus
Unabhängig vom Hauptspiel besteht wie im ersten Pikmin die Möglichkeit, sich an einem Challenge-Modus zu versuchen. Die Herausforderung liegt im Challenge-Modus darin, dass man Höhlenareale mit einer festen Anzahl an Pikmin bewältigen muss. Dabei hat jede Ebene ein Zeitlimit und einen zu bergenden Schlüssel, der die nächste Ebene bzw. den Ausgang öffnet. Zusätzlich eingesammelte Schätze, die Restzeit und eingesammelte Kadaver erhöhen nochmals den Highscore. Der Challenge-Modus lässt sich kooperativ im Splitscreen mit einem zweiten Spieler, der Louie steuert, spielen.

### Zweispielermodus
Beim eigentlichen Zweispielermodus, der ebenfalls über Splitscreen gespielt wird, gilt es, dem anderen Spieler seine Murmel zu rauben bzw. rechtzeitig eine Anzahl von neutralen bzw. gelben Murmeln einzuheimsen. Der Spielverlauf wird hierbei durch Einsammeln eines speziellen Schatzes in Form einer Kirsche zusätzlich mit Zufallsereignissen beeinflusst.

## New Play Control! Pikmin 2
Pikmin 2 erschien 2009, wie auch der Vorgänger, in der Reihe New Play Control! auf der Spielkonsole Wii. Abgesehen von technischen Anpassungen (16:9-Breitbild und erstmals 60-Hz bzw. Progressive Scan auch in einer PAL-Version des Titels) ist es nun mit Hilfe der Pointer-Funktion der Wii Remote möglich, die Zielmarkierung frei über den Bildschirm bewegen zu können.

## Rezeption
Das Spiel erhielt außerordentlich positive Rezensionen. Laut IGN sei das Spiel spaßig, auch wenn es kleinere Schwächen bei der KI und dem Einteilen der Pikmin in Gruppen gebe.

“With Pikmin 2, Nintendo has addressed the bulk of the shortcomings of its predecessor by crafting a game that tops the original in nearly every way.”

„Mit Pikmin 2 hat Nintendo den Großteil der Schwächen des Vorgängers behoben, indem sie ein Spiel erschaffen haben, das das Original in nahezu jeder Hinsicht übertrifft.“

## Sonstiges
Captain Olimar ist, zusammen mit den 5 Pikmin-Arten aus Pikmin 2, als Kämpfer in Super Smash Bros. Brawl vertreten. Entsprechend gibt es in dem Spiel eine Arena, die dem Planeten der Pikmin nachempfunden ist. Des Weiteren ist Olimar in Super Smash Bros. for Nintendo 3DS / for Wii U als Charakter gemeinsam mit einer Arena, die dem Garten der Begegnungen aus Pikmin 3 nachempfunden ist, vertreten.